# Liste der Mitglieder der Abgeordneten-Versammlung des Herzogtums Gotha (1848–1849)
Diese Liste nennt die Mitglieder des Gothaer Landtags (Abgeordneten-Versammlung des Herzogthums Gotha) in seiner Wahlperiode 1848–1849.
Die neue Wahlordnung vom 28. Juni 1848 sah die Wahl einer Abgeordneten-Versammlung des Herzogthums Gotha vor. Diese bestand aus 20 Abgeordneten, die in ein-Personen-Wahlkreisen in indirekter Wahl gewählt wurden. Es bestand kein Zensus und keine Standesunterschiede. Im August und September wurde der neue Landtag nach diesem Wahlrecht gewählt und trat am 2. Oktober 1848 erstmals im Landeshaus zusammen. Für die gewählten Abgeordneten siehe die Liste der Mitglieder der Abgeordnetenkammer des Herzogtums Gotha (1848–1849). Zentrale Aufgabe war die Erarbeitung einer Verfassung und in diesem Zusammenhang eines Wahlrechtes für künftige Wahlen. Hier setzten sich die Befürworter einer direkten Wahl durch. Allerdings ergab sich eine Mehrheit von einer Stimme, das Zensuswahlrecht einzuführen: Nur Einkommens- oder Vermögensteuerpflichtige Bürger sollten das Wahlrecht haben. Am 19. März 1849 stimmte der Landtag der neuen Verfassung zu. Diese umfasste auch die Erklärung der Domänen zu Staatsgut.
| Name                                     | Stand   | Ort           | Anmerkung                                                                                                |
| ---------------------------------------- | ------- | ------------- | --- |
| Carl Heinrich Mälzer                     |         | Gotha         | |
| Hennings                                 |         | Gotha         | |
| Friedrich Christian Gottfried Grüzmüller |         | Gotha         | |
| Friedrich Julius Strenge                 |         | Ohrdruf       | |
| Johann Friedrich Ortmann                 |         | Waltershausen | |
| Lencer                                   |         | Bufleben      | |
| Dr. Friedrich Wilhelm Henneberg          |         | Gotha         | stellv. Schriftführer                                                                                    |
| Göring                                   |         | Brüheim       | |
| Henge                                    |         | Illeben       | |
| Friedrich Leopold von Küttner            |         | Döllstedt     | |
| Johann Georg Heinrich Christian Schwerdt | Pfarrer | Neukirchen    | |
| Dreyß                                    |         | Ruhla         | |
| Johann David Köllein                     | Pfarrer | Tabarz        | |
| Carl Ausfeld                             |         | Ichtershausen | Schriftführer                                                                                            |
| Carl August Ferdinand Knauer             |         | Ichtershausen | stellv. Vorsitzender bis 24. April, auf unbestimmte Zeit beurlaubt, am 15. Juni 1849 Neuwahlen gefordert |
| Ernst Moritz Karl Brückner               |         | Ohrdruf       | Vorsitzender                                                                                             |
| Carl Ritz                                |         | Ohrdruf       | |
| Lessler                                  |         | Grawinkel     | |
| Bufleb                                   |         | Ichtershausen | |
| Anton Carl Wilhelm Ritter                |         | Tambach       | |
| Helmuth Freiherr von Plessen             |         | Ichtershausen | stellv. Vorsitzender ab 24. April 1849                                                                   |